# Skærgårdsdoktoren
Skærgårdsdoktoren (svensk: Skärgårdsdoktorn) er en svensk dramaserie, der er instrueret af Lars Bill Lundholm og produceret af Sveriges Television. Serien blev sendt i perioden 1997-2000 og bestod af 18 afsnit af 55 minutters varighed. 
I Danmark er serien blevet sendt på DR1 og igen i sommerferieperioden 2010 på TV 2.

## Handling
Serien følger den praktiserende læge Johan Steen (Samuel Fröler), der sammen med sin teenagedatter Wilma (Ebba Hultkvist Stragne) flytter til den fiktive ø Saltö i Stockholms skærgård for at overtage svigerfaderen, Axel Holtmans, lægepraksis. Johan Steens kone og Wilmas mor er blevet i Rwanda for at arbejde for Læger uden grænser. På klinikken arbejder også sygeplejersken Berit, og i nærheden bor hendes bror, skærgårdsoriginalen Sören Rapp. Nogle af beboerne opsøger gamle doktor Holtman, når de ikke er tilfredse med Steens diagnoser, hvilket betyder at Holtman triumferer overfor ham. Wilma er ensom, og bliver mobbet i skolen. Johan forsøger at tale med læreren, men det gør kun problemet værre.